# A Best 2: White
 (octobre 2021).
Albums de Ayumi Hamasaki
Secret
(2006) A Best 2: Black
(2007)
A Best 2 -White- (écrit en majuscules : A BEST 2 -WHITE-) est le 3e (ex æquo) album compilation de Ayumi Hamasaki.

## Présentation
L'album sort le 28 février 2007 au Japon sous le label Avex Trax, produit par Max Matsuura ; il sort le même jour qu'un autre album compilation de la chanteuse au titre similaire, A Best 2 -Black-, et trois mois seulement après son précédent album original, Secret. Il atteint la première place du classement de l'Oricon, devant l'autre volume « Black », faisant d'Hamasaki la première chanteuse à y occuper simultanément les deux premières places. Il se vend à 475 284 exemplaires la première semaine, et reste classé pendant 52 semaines, pour un total de 721 850 exemplaires vendus durant cette période ; il arrive 3e au top 100 des albums de 2007 sur le site de vente en ligne CDJapan.
Il sort aussi en version "CD+DVD", avec une pochette différente et deux DVD supplémentaires : l'un d'eux contient les clips vidéo de douze des titres de l'album, et l'autre contient un concert, le Best of Countdown Live 2006-2007. La première édition de la version CD contenait des erreurs dans l'attribution des crédits ; une deuxième édition sortira corrigée, avec une pochette différente.
L'album « white » (blanc) contient quinze titres plutôt gais parus depuis la sortie du premier album compilation A Best en 2001, tandis que l'album  « Black » (noir) contient des titres plus sombres. Onze des titres de l'album « white » étaient déjà sortis en singles, dont quatre sur les singles « multi-faces A » & (Greatful Days, Ourselves) et H (Independent, July 1st). Les quatre autres titres sont extraits des albums originaux I Am... (A Song Is Born), Rainbow (Real Me) et My Story (Humming 7/4, My Name's Women), dont la version en solo de la chanson A Song Is Born, duo avec Keiko sorti en single fin 2001.

## Liste des titres
Toutes les paroles sont écrites par Ayumi Hamasaki.
| 1.  | Evolution (evolution)             | Single ; album I Am...                         |  |
| 2.  | Greatful Days (Greatful days)     | Single & ; album Memorial Address              |  |
| 3.  | Independent (independent)         | Single H ; album Rainbow                       |  |
| 4.  | Humming 7/4                       | Album My Story                                 |  |
| 5.  | Unite! (UNITE!)                   | Single ; album I Am...                         |  |
| 6.  | Real Me (Real me)                 | Album I Am...                                  |  |
| 7.  | My Name's Women (my name's WOMEN) | Album My Story                                 |  |
| 8.  | Ourselves (ourselves)             | Single & ; album Memorial Address              |  |
| 9.  | Inspire (INSPIRE)                 | Single ; album My Story                        |  |
| 10. | Step You (STEP you)               | Single ; album (Miss)understood                |  |
| 11. | July 1st                          | Single H ; album Rainbow                       |  |
| 12. | Fairyland (fairyland)             | Single ; album (Miss)understood                |  |
| 13. | Voyage                            | Single ; album Rainbow                         |  |
| 14. | Moments                           | Single ; album My Story                        |  |
| 15. | A Song Is Born (A Song is born)   | Album I Am... (en duo : single A Song Is Born) |  |

| 1.  | Evolution (clip vidéo)                 |  |
| 2.  | Greatful Days (clip vidéo)             |  |
| 3.  | Humming 7/4 (clip vidéo)               |  |
| 4.  | Unite! (promotional clip) (clip vidéo) |  |
| 5.  | Real Me (clip vidéo)                   |  |
| 6.  | My Name's Women (clip vidéo)           |  |
| 7.  | Ourselves (clip vidéo)                 |  |
| 8.  | Inspire (clip vidéo)                   |  |
| 9.  | Step You (clip vidéo)                  |  |
| 10. | Fairyland (clip vidéo)                 |  |
| 11. | Voyage (clip vidéo)                    |  |
| 12. | Moments (clip vidéo)                   |  |
| 13. | H (TV-CM) (clip publicitaire)          |  |

| 1.  | Not Yet (Not yet)                     |  |
| 2.  | Ourselves (ourselves)                 |  |
| 3.  | Fly High (Fly high)                   |  |
| 4.  | Beautiful Fighters                    |  |
| 5.  | Never Ever (NEVER EVER)               |  |
| 6.  | A Song for XX (A Song for ××)         |  |
| 7.  | No Way to Say (No way to say)         |  |
| 8.  | Free & Easy                           |  |
| 9.  | Evolution (evolution)                 |  |
| 10. | Flower Garden (flower garden)         |  |
| 11. | Until That Day... (until that Day...) |  |
| 12. | Audience (AUDIENCE)                   |  |
| 13. | Boys & Girls                          |  |
| 14. | Trauma                                |  |
| 15. | Independent (independent)             |  |
| 16. | Humming 7/4                           |  |
| 17. | Blue Bird (BLUE BIRD)                 |  |